# Thamnacarus longisetosus
Thamnacarus longisetosus är en kvalsterart som beskrevs av Bulanova-Zachvatkina 1978. Thamnacarus longisetosus ingår i släktet Thamnacarus och familjen Lohmanniidae. Inga underarter finns listade i Catalogue of Life.